# Allen Knutson
Allen Ivar Knutson (* 1969) ist ein US-amerikanischer Mathematiker, der sich mit Algebraischer Geometrie und Algebraischer Kombinatorik  befasst.

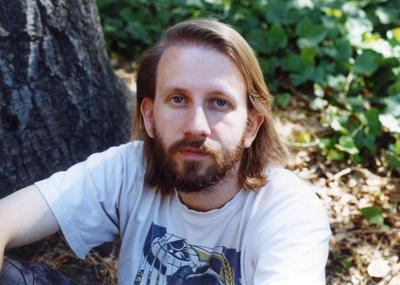
Allen Knutson

Knutson studierte am Caltech, der New York University (und in Budapest), an der University of California, Santa Cruz und an der Princeton University und wurde 1996 am Massachusetts Institute of Technology bei Victor Guillemin (und Lisa Jeffrey) promoviert (Weight Varieties). Als Post-Doktorand war er bei Gerald Schwarz an der Brandeis University. Er war ab 1999 an der University of California, Berkeley (wo er Associate Professor wurde) und ab 2005 an der University of California, San Diego, bevor er 2009 Professor an der Cornell University wurde.
2005 erhielt er mit Terence Tao den Levi-L.-Conant-Preis für Honeycombs and Sums of Hermitian Matrices.
Er befasste sich auch mit der Mathematik des Jonglierens und hielt zeitweise einen Weltrekord (International Jugglers Federation) im Jonglieren von Bällen zwischen zwei Personen (1990 bis 1995). Der damalige Rekord war 12 Bälle.
Er war Sloan Research Fellow. 2022 war er eingeladener Sprecher auf dem Internationalen Mathematikerkongress (Schubert calculus and quiver varieties).

## Schriften
- The symplectic and algebraic geometry of Horn’s problem. Linear Algebra Appl., Band 319, 2000, 61–81.
- mit Terence Tao: The honeycomb model of GL(n) tensor products I: proof of the saturation conjecture. Journal of the AMS, Band 12, 1999, S. 1055–1090.
- mit Terence Tao: Puzzles and (equivariant) cohomology of Grassmannians.  Duke Math. J., Band 119, 2003, S. 221–260.
- mit Ezra Miller: Gröbner geometry of Schubert polynomials. Annals of Mathematics, Band 161, 2005, S. 1245–1318.
- mit Ezra Miller, Mark Shimozono: Four positive formulae for type A quiver polynomials. Inventiones Mathematicae, Band 166, 2006.